# Islamkundliche Materialien
Islamkundliche Materialien  ist eine deutschsprachige islamwissenschaftliche monografische Reihe, die seit 1971 in Berlin bei Schwarz erscheint, teilweise mit dem Erscheinungsort Freiburg im Breisgau. Das Hauptwerk von Ajatollah Chomeini (Ruhollah Musawi Chomeini) beispielsweise,  Welāyat-e Faqih , erschien unter dem Titel Der islamische Staat in dieser Reihe in deutscher Übersetzung (1983).
Die folgende Übersicht erhebt keinen Anspruch auf Aktualität oder Vollständigkeit:

## Bände
- 1 Herrscherurkunden des Osmanensultans Süleymān des Prächtigen : Ein chronolog. Verzeichnis. Josef Matuz. Freiburg (Breisgau) : Schwarz  1971
- 2 Verzeichnis deutschsprachiger Hochschulschriften zum islamischen Orient (1885–1970). Schwarz, Klaus. – Freiburg (im Breisgau) : Schwarz, 1971
- 3 Muhammad and the Jews of Medina. Wensinck, Arent J. – Freiburg (im Breisgau) : Schwarz, 1975
- 4 Herrscherurkunden des Osmanensultans Süleymān des Prächtigen. Matuz, Josef. – Freiburg (Breisgau) : Schwarz, 1971
- 5 Der Vordere Orient in den Hochschulschriften Deutschlands, Österreichs und der Schweiz. Schwarz, Klaus. – Freiburg im Breisgau : Schwarz, 1980
- 6 Die Istanbuler Derwisch-Konvente und ihre Scheiche. Zākir Šükrī Efendi. – Freiburg im Breisgau : Schwarz, 1980
- 7 Arabische Handschriften der "Bibliotheca Orientalis Sprengeriana" in der Staatsbibliothek Preussischer Kulturbesitz, Berlin. Kurio, Hars. - Freiburg im Breisgau : Schwarz, 1981
- 8 Bibliographie zum türkischen Recht und den internationalen Beziehungen der Türkischen Republik. Oehring, Otmar. – Berlin : Schwarz, 1982
- 9 Ajatollah Chomeini: Der islamische Staat. Aus dem Persischen übersetzt und herausgegeben von Nader Hassan und Ilse Itscherenska. Klaus-Schwarz-Verlag, Berlin 1983, ISBN 3-922968-21-X. Digitalisat
- 10 Osmanische Grabinschriften : Leitfaden zu ihrer sprachlichen Erfassung ; mit einem Anhang über seldschukische, Tavāʾifü-l-Mülūk-, frühosmanische, moderne zweischriftige und karamanische Grabinschriften. Erich Prokosch. Berlin : Schwarz 1993